# یخچال شرقی شاهجوق
یخچال شرقی شاهجوق مربوط به دوره قاجار است و در سمنان، شرق محله شاهجوق، مجاور راه آهن واقع شده و این اثر در تاریخ ۲۵ خرداد ۱۳۸۱ با شمارهٔ ثبت ۵۸۲۷ به‌عنوان یکی از آثار ملی ایران به ثبت رسیده است.